# Karōshi
Karōshi (過労死, karōshi, literalment, 'excés-treball-mort') es una paraula japonesa que significa 'mort per excés de treball'. S'usa per a descriure un fenomen que aparegué en l'entorn laboral del Japó fa vàries dècades. Els seus efectes tenen com a resultat l'augment de la taxa de mortalitat dels treballadors.

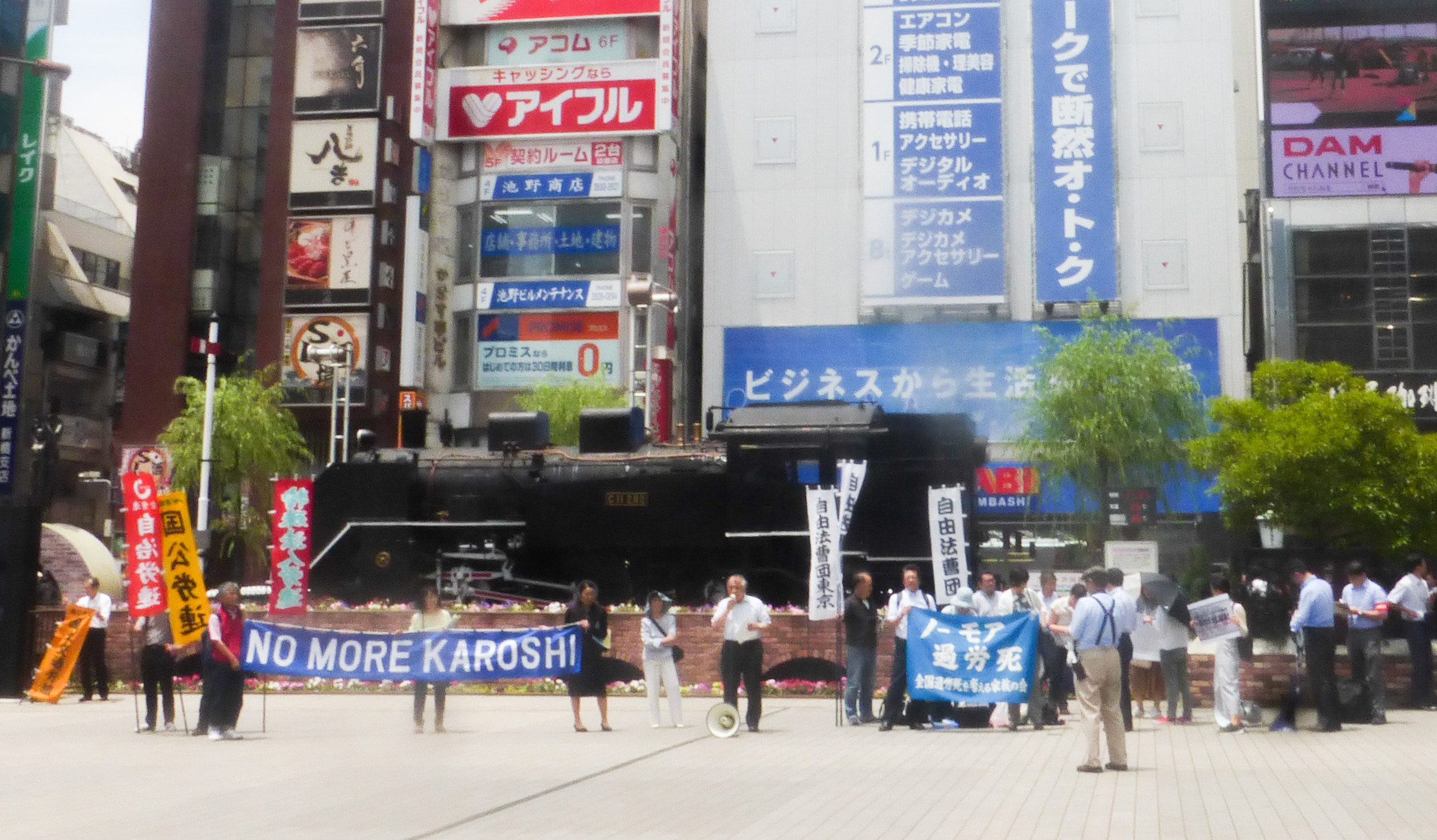
Una protesta "No més karōshi" a Tòquio, 2018

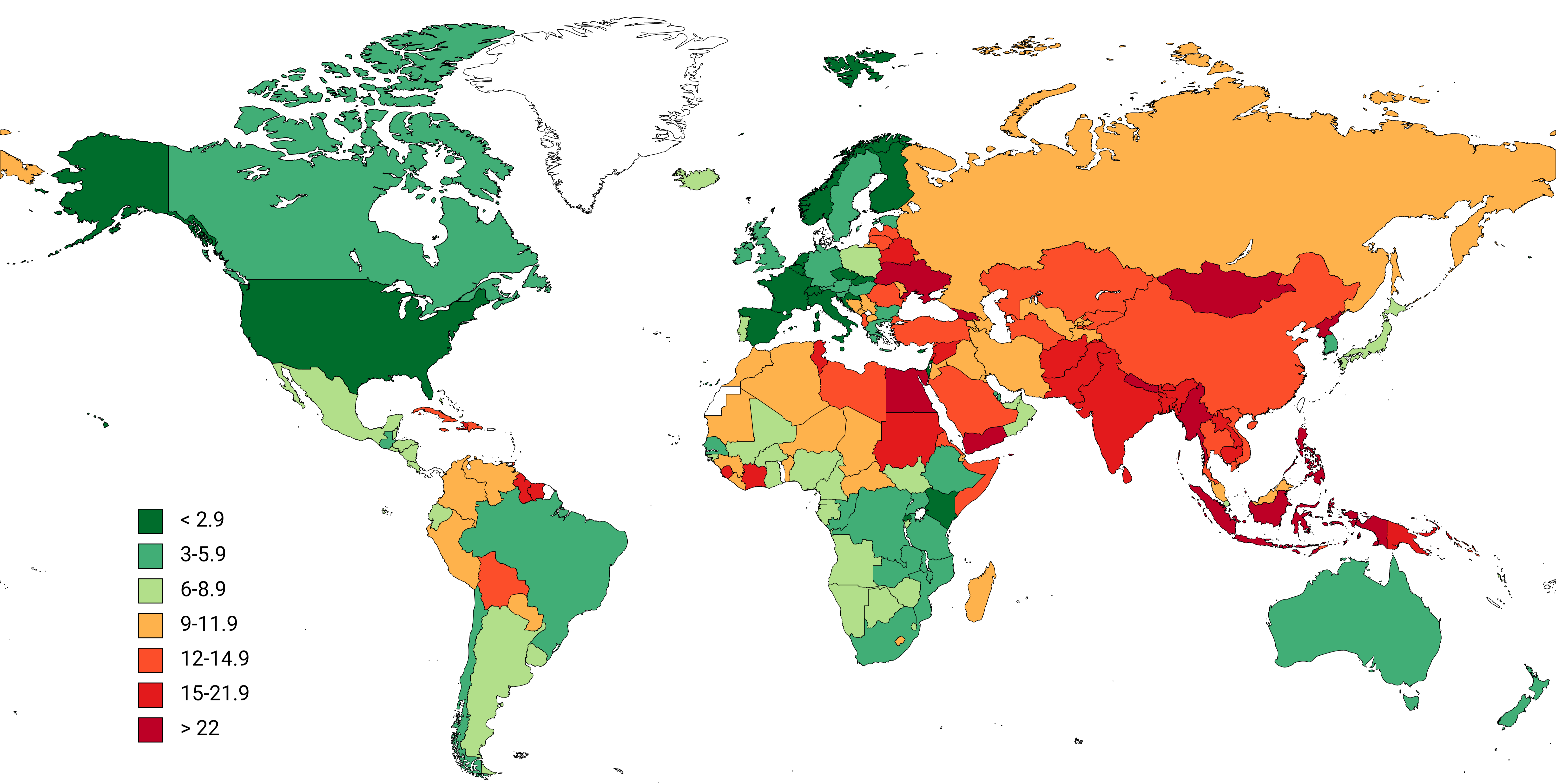
Morts per llargues hores de treball per cada 100.000 persones (15+)

Les causes mèdiques més freqüents de mort de karōshi són els atacs cardíacs i els ictus a causa de l'estrès i la desnutrició o el dejuni. L'estrès mental del lloc de treball també pot causar karōshi a través dels treballadors que s'acaben traguent la vida. Les persones que se suïciden a causa de l'excés de treball s'anomenen karōjisatsu (過労自殺).
El fenomen de la mort per excés de treball també està molt estès a altres parts d'Àsia i es pot considerar un fenomen mundial.

## Història
El primer cas de karōshi es va informar el 1969 amb la mort relacionada amb un ictus d'un treballador de 29 anys al departament d'enviaments de la companyia de diaris més gran del Japó.
L'any 1988, l'Enquesta de població activa va informar que gairebé una quarta part dels treballadors masculins treballaven més de 60 hores setmanals (l'equivalent a més de dos dies i mig), que és un 50% més llarg que les 40 hores habituals (l'equivalent a més de dos dies i mig). d'un dia i mig) jornada setmanal. En adonar-se de la gravetat i la naturalesa generalitzada d'aquest problema emergent, un grup d'advocats i metges va establir "línies d'atenció telefònica" disponibles a nivell nacional, dedicant-se a ajudar aquells que busquen consulta sobre temes relacionats amb el karōshi.
L'ascens del Japó de la devastació de la Segona Guerra Mundial a la prominència econòmica i les enormes reparacions de guerra que han pagat en les dècades de postguerra s'han considerat com el desencadenant del que s'ha anomenat una nova epidèmia. Es va reconèixer que els empleats no poden treballar 12 hores o més al dia, 6-7 dies a la setmana, any rere any, sense patir tant físicament com mentalment.
En un article de l'Organització Internacional del Treball sobre el karōshi, es van enumerar els quatre casos típics:
1. El sr. A va treballar en una important empresa de processament d'aliments d'aperitius fins a 110 hores a la setmana (l'equivalent a quatre dies i mig) i va morir d'un atac de cor als 34 anys. La seva mort va ser reconeguda com a relacionada amb el treball per l'Oficina de Normes Laborals.
2. El sr B, conductor d'autobús, la mort del qual també va ser reconeguda com a laboral, treballava 3.000 hores a l'any (l'equivalent a quatre mesos). No va tenir cap dia lliure en els 15 dies anteriors a tenir un ictus als 37 anys.
3. El sr. C va treballar en una gran impremta de Tòquio durant 4.320 hores a l'any, inclòs el treball nocturn (l'equivalent a gairebé sis mesos, per tant, mig any) i va morir d'un ictus als 58 anys. La seva vídua va rebre una compensació laboral 14 anys després de la mort del seu marit.
4. La senyora D, una infermera de 22 anys, moria d'un atac de cor després de 34 hores de servei continu cinc vegades al mes.

A més de la pressió física, l'estrès mental del lloc de treball pot causar karōshi. Les persones que se suïciden a causa de l'estrès mental s'anomenen karōjisatsu (過労自殺). L'OIT també enumera algunes causes d'excés de treball o estrès laboral que inclouen les següents:
1. Treball nocturn, de tarda o de vacances, tant amb hores llargues com excessives. Durant la recessió econòmica que s'esdevingué del col·lapse de la bombolla econòmica els anys vuitanta i noranta, moltes empreses van reduir el nombre d'empleats. La quantitat total de treball, però, no va disminuir, obligant cada empleat a treballar més.
2. Estrès acumulat a causa de la frustració per no poder assolir els objectius marcats per l'empresa. Fins i tot en una recessió econòmica, les empreses tendien a exigir esforços de vendes excessius als seus empleats i els exigien que aconseguissin millors resultats. Això augmentava la càrrega psicològica dels empleats a la feina.
3. Dimissió forçada, acomiadament i bullying. Per exemple, als empleats que treballaven per a una empresa durant molts anys i es consideraven lleials a l'empresa se'ls va demanar de sobte que dimitissin per la necessitat de retallades de personal.
4. El patiment del càrrecs intermedis. Sovint rebien l'ordre d'acomiadar treballadors i es trobaven en la disjuntiva entre implementar una política de reestructuració corporativa i protegir el seu personal.

## Línia directa del karōshi
En un informe de 1988 publicat per karōshi Hotline Network (Línia directa del karōshi), la majoria dels clients que van consultar no eren treballadors, sinó les dones dels treballadors que havien mort a causa de karōshi o tenien un alt risc de fer-ho. Això indicava que aquells que estaven estressats pel treball o bé no es van adonar que la causa era l'excés de treball o estaven sota pressió social per no expressar-ho explícitament o per buscar ajuda.
La línia directa de karōshi va rebre el major nombre de trucades quan es va establir l'any 1988. Entre 1988 i 1990, es van rebre un total de 1.806 trucades. Del 1990 al 2007, el nombre de trucades rebudes a l'any va disminuir, però encara es va mantenir una mitjana de 400 trucades anuals.

## Efectes en la societat
El suïcidi pot ser induït per l'estrès relacionat amb l'excés de treball o quan s'acomiada la gent. Les famílies de la persona difunta reclamen danys i perjudicis quan es produeixen aquestes morts. Les companyies d'assegurances de vida van començar a posar clàusules d'exempció d'un any als seus contractes. Ho van fer perquè la persona hagi d'esperar un any per suïcidar-se perquè la família rebi els diners.
Hi ha un nou moviment de treballadors japonesos, format arran del karōshi. En comparació amb els japonesos majors que sovint fan hores extres, els japonesos joves prefereixen treballar a temps parcial. Aquest és un nou estil d'elecció de carrera per als joves japonesos que volen provar diferents feines per descobrir el seu propi potencial. Aquests individus treballen per "salaris per hora en lloc de salaris regulars" i s'anomenen "freeters". El nombre d'aquests freeters ha augmentat al llarg dels anys, de 200.000 als anys vuitanta a uns 400.000 el 1997.
Els freeters se sotmeten a un tipus especial d'ocupació, definit per Atsuko Kanai com aquells que actualment estan ocupats com a "treballadors a temps parcial o arbeit (treballadors temporals), que actualment treballen però volen fer-ho a temps parcial, o bé que actualment no es troben en la població activa, no fan tasques domèstiques ni assisteixen a l'escola, però volen treballar només com a treballadors a temps parcial".

## Polítiques governamentals
Per oferir un pla estratègic per reduir la taxa de karōshi, l'Institut Nacional de Salut va proposar l'establiment d'un programa integral de serveis de salut industrial per reduir el karōshi i altres malalties causades per l'estrès laboral en el seu informe anual de 2005. El programa requereix esforços comunals de tres grups diferents, a) el govern, b) els sindicats i els empresaris, i c) els empleats.
- a) El govern, com a responsable polític, hauria de promoure una jornada laboral més curta, facilitar l'accés als serveis de salut, fomentar l'examen mèdic voluntari i millorar l'eficàcia de l'atenció mèdica.
- b) Com a col·lectiu que està més implicat en la salut quotidiana dels empleats, els sindicats i els empresaris haurien d'esforçar-se per implementar i complir les polítiques governamentals que se centren en la reducció de les hores extraordinàries i la creació d'un millor entorn laboral.
- c) Els mateixos treballadors han de reconèixer la necessitat de descansar amb regularitat i prendre les mesures preventives que siguin necessàries.[15]

Com a resposta formal a aquesta proposta, el 2006 es va revisar la Llei de seguretat i salut industrial. La Llei va establir diversos termes que se centren en qüestions de salut relacionades amb el treball, incloent controls sanitaris obligatoris i consultes amb personal mèdic professional per als empleats que treballen llargues hores i tenen una major probabilitat de patir malalties relacionades amb el treball.

## Resposta corporativa
Moltes empreses han fet un esforç per trobar un millor equilibri entre la vida laboral i la vida familiar per als seus empleats. En general, Toyota Motor Company limita les hores extraordinàries a 360 hores a l'any (una mitjana de 30 hores mensuals) i, en algunes oficines, emet anuncis de megafonia cada hora després de les 7 de la tarda assenyalant la importància del descans i demanant als treballadors que tornin a casa. Nissan permet el treball a distància per facilitar la cura dels nens o pares grans. Desenes de grans corporacions també han implementat "dies sense hores extraordinàries", que requereixen que els empleats abandonin l'oficina ràpidament a les 5:30 pm L'any 2007, Mitsubishi UFJ Trust & Banking, una divisió del grup bancari més gran del Japó, va començar a permetre als empleats anar a casa fins a 3 hores abans per tenir cura de nens o familiars majors. El 5 de gener de 2009, només 34 dels 7.000 empleats de l'empresa s'havien subscrit al pla.
El febrer de 2017, el govern japonès va llançar una campanya anomenada " Divendres Premium " demanant a les empreses que permetessin sortir als seus treballadors a les 15.00 de l'últim divendres del mes. La iniciativa forma part d'un intent d'abordar les llargues hores que s'espera que treballin molts japonesos, que sorgeix arrel del suïcidi d'un empleat de 24 anys de l'empresa de publicitat Dentsu que estava fent més de 100 hores extraordinàries els mesos anteriors a la seva mort. Mentre que algunes empreses importants, com Honda, el fabricant de begudes Suntory i la pastisseria Morinaga & Company, han adoptat el sistema opcional, d'altres estan menys entusiastes amb la perspectiva d'un èxode de personal a mitja tarda. Una enquesta a 155 grans empreses del diari empresarial Nikkei va mostrar que el 45% no tenia plans immediats per implementar el sistema, mentre que el 37% va dir que havia decidit implementar el <i>Premium Friday</i> o que tenia previst fer-ho.

## Atenció mediàtica
El canal de televisió francès-alemany Arte va mostrar un documental titulat Alt in Japan (traducció literal: "Vell al Japó") el 6 de novembre de 2006 que parlava dels treballadors majors al Japó. El 2008, el karōshi va tornar a ser titular: la mort el 2006 d'un enginyer clau de Toyota que feia una mitjana de més de 80 hores extraordinàries cada mes va ser considerada com a resultat d'un excés de treball. La seva família va rebre una indemnització després de la revisió del seu cas.
El 2010, els mitjans taiwanesos van informar d'un cas de karōshi: Un enginyer que treballava a Nanya Technology des de feia 3 anys (del 2006 al 2009) va morir davant del seu ordinador, envoltat de documents de l'empresa. La fiscalia va trobar que l'enginyer havia mort per xoc cardiogènic. Els pares de l'enginyer van dir que treballava entre 16 i 19 hores al dia.
La CNN mostrà un altre cas reportat de karōshi a Taiwan. Aquest breu clip anomenat "Els perills de l'excés de treball" mostren un home que va patir un ictus i es van esperar tres hores abans traslladar-lo a l'hospital. Es va donar a conèixer que els metges comencen a conscienciar la gent sobre aquests dèficits de salut a causa de l'excés de treball. Més persones han anat visitant el seu metge, reconeixent signes i símptomes d'excés de treball.

## En altres països
El fenomen de la mort per excés de treball també està estès a altres parts d'Àsia. Segons dades de l'OMS/OIT, durant el 2016, 745.194 morts a tot el món van ser atribuïbles a llargues jornades laborals.

### Xina
A la Xina, el concepte anàleg de "mort per excés de treball" és guolaosi (xinès simplificat: 过劳死; xinès tradicional: 過勞死), del qual el 2014 es va informar que era un problema al país. Als països de l'Àsia oriental, com la Xina, molts empresaris treballen moltes hores i després senten la pressió d'expandir i agradar al seu entorn sociolaboral. Fer aquestes relacions s'anomena construir guanxi. Les relacions són una gran part del món empresarial xinès, i a diferents parts de la Xina, els empresaris es reunien a les cases de te per treure la seva feina fora de l'ambient laboral. Era important que els empresaris ampliessin les seves relacions de guanxi, especialment amb supervisors o caps.
Hi ha molta pressió per anar a aquests clubs nocturns gairebé totes les nits a beure molt per pujar al món empresarial. S'ha demostrat que aquest tipus de treball podria provocar problemes relacionats amb la salut. Per exemple, un home de negocis anomenat sr. Pan va parlar amb John Osburg, un antropòleg que va escriure "Anxious Wealth: Money and Morality Among China's New Rich", sobre la seva salut i la necessitat de continuar treballant. El sr. Pan, el "cap més gran de Chengdu ", estava a l'hospital per "beure excessivament", cosa que ja li havia passat abans. El sr. Pan va dir: "No puc parar ni reduir la velocitat. Tinc moltes persones els mitjans de vida de les quals depenen de mi (literalment "depenen de mi per menjar"). Tinc una cinquantena d'empleats i encara més germans. Els seus mitjans de vida depenen del meu èxit. He de seguir endavant."

### Corea del Sud
A Corea del Sud, el terme gwarosa (과로사, Hanja: 過勞死, romanitzat alternativament com a kwarosa) també s'utilitza per referir-se a la mort per excés de treball. Corea del Sud té algunes de les hores de treball més llargues del món, fins i tot més que el Japó, amb una mitjana de 42. Això ha fet que molts treballadors sentin la pressió de la seva feina, que afecta tant la seva salut física com mental. Molts han mort a causa de l'excés de treball i el problema només ha començat a guanyar més atenció nacional perquè molts treballadors del govern han mort a causa de gwarosa. El 2018, el govern de Corea del Sud va promulgar una llei que retallava la jornada laboral de 68 a 52.